# Přemysl II. Osvětimský
Přemysl II. Osvětimský (cca 1425 – 1484) byl kníže osvětimský a tošecký pocházející z rodu slezských Piastovců.
Byl synem osvětimského knížete Kazimíra. Po smrti Kazimíra spolu vládli jeho synové, než si knížectví roku 1445 rozdělili. Přemysl získal Tošecko. Dne 6. října 1438 v táboře u Střelců složil lenní slib polskému králi Kazimírovi IV. Po jeho odchodu ze Slezska byl však nucen uznat vládu českého krále Albrechta I. Stalo se tak složením lenního holdu 4. března 1438 ve Vratislavi. Oženil se s opolskou kněžnou Machnou, s níž měl dceru Markétu.